# François de Conzie
François de Conzie (ur. 1356 − zm. 31 grudnia 1431) − francuski duchowny, arcybiskup.

## Życiorys
Pochodził z Sabaudii. W początkowym okresie wielkiej schizmy zachodniej popierał antypapieży z obediencji awiniońskiej. Antypapież Klemens VII mianował go biskupem Grenoble (28 lutego 1380 − 20 stycznia 1388), następnie arcybiskupem Arles (20 stycznia 1388 − 14 października 1390), Tuluzy (14 października 1390 − 19 września 1391), a na końcu arcybiskupem Narbonne (od 19 września 1391 aż do śmierci). 24 grudnia 1383 został kamerlingiem Świętego Kościoła Rzymskiego, sprawował tę funkcję podczas konklawe 1394. Był bliskim współpracownikiem Benedykta XIII, jednak w 1408 przyłączył się do obediencji pizańskiej. 2 stycznia 1411 pizański antypapież Jan XXIII ustanowił go swoim rektorem (zarządcą) w Awinionie i hrabstwa Venaissin. Uczestniczył w kończącym Wielką Schizmę Soborze w Konstancji, wykonując obowiązki kamerlinga podczas sediswakancji 1415–1417. Zachował swój urząd po wyborze Marcina V 11 listopada 1417, choć coraz częściej w pełnieniu tej funkcji zastępował go jego krewny Louis Aleman, który od lipca 1417 był wicekamerlingiem Kamery Apostolskiej. Zmarł w wieku 75 lat.